# Университет Нджамены
Университет Нджамены (фр. Université de Ndjamena) — ведущее высшее учебное заведение в Чаде. Университет был создан в 1971 году под названием L’Université du Tchad (Университет Чада). В 1994 году он обрёл своё нынешнее название в результате переименования.
Университет Нджамены является членом Международной ассоциации университетов.
В составе университета 5 факультетов и 1 институт:
- Факультет прикладных наук
- Факультет экономики и права
- Факультет искусств и гуманитарных наук
- Факультет наук о здоровье
- Национальный институт социальных наук